# レオネル・バンジョーニ
レオネル・ヘスス・バンジョーニ（Leonel Jesús Vangioni, 1987年5月5日 - ）は、アルゼンチン・サンタフェ州出身のサッカー選手。リーガ・パラグアージャ・クラブ・リベルタ所属。ポジションはディフェンダー（左サイドバック）、ミッドフィールダー（左サイドハーフ）。

## 経歴
2006年11月にニューウェルズ・オールドボーイズでプロデビューし、すぐにレギュラーの座を獲得した。2007年8月4日、CAサン・ロレンソ・デ・アルマグロ戦でプロ初ゴールを記録した。
2016年2月14日、ACミランに移籍した。
2017年7月21日、CFモンテレイに移籍した。
2020年10月19日、クラブ・リベルタに移籍した。

## 代表歴
2009年9月30日にアルゼンチン代表として、国際親善試合のガーナ代表戦で代表チームに初招集された。

## 所属クラブ
- ニューウェルズ・オールドボーイズ 2006-2012
- CAリーベル・プレート 2013-2016
- ACミラン 2016-2017
- CFモンテレイ 2017-2020
- クラブ・リベルタ 2020-

## タイトル
クラブ
CAリーベル・プレート
- コパ・カンペオナート 2013-14
- コパ・スダメリカーナ 2014
- レコパ・スダメリカーナ 2015
- コパ・リベルタドーレス 2015
- スルガ銀行チャンピオンシップ 2015

ACミラン
- スーペルコッパ・イタリアーナ 2016

CFモンテレイ
- リーガMX 2019アペルトゥーラ
- コパ・メヒコ 2017アペルトゥーラ
- CONCACAFチャンピオンズリーグ 2019